# Stadiongatan

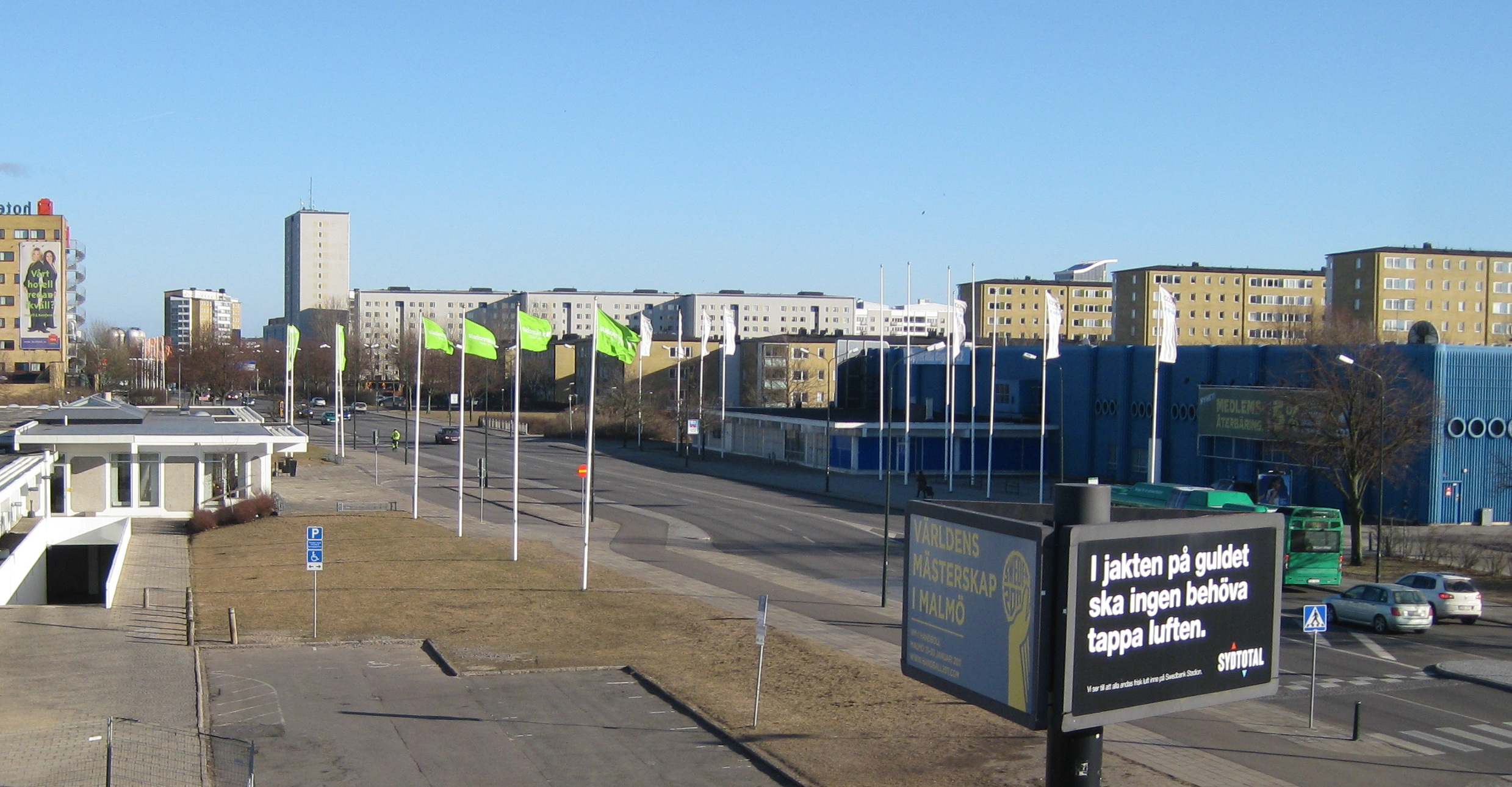
Stadiongatan österut. Närmast till höger ses bostadsområdet Södertorp, till väster om detta Gröndal och längst bort Blekingsborg.

Stadiongatan är en gata i Malmö, som sträcker sig från Trelleborgsvägen i öster, till Bellevuevägen i väster. Gatan passerar stadionområdet, där ett flertal idrottsanläggningar finns såsom Malmö stadion, Swedbank Stadion och Baltiska hallen. Mobilia köpcentrum finns vid korsningen Stadiongatan - Per Albin Hanssons väg.
Stadiongatan, som ursprungligen endast sträckte sig ungefär mellan nuvarande Eric Perssons väg och Solbacksgången, namngavs 1956, det vill säga två år före invigningen av Malmö stadion. Gatan fullbordades i sin nuvarande sträckning först i början av 1960-talet.